# Нуклеарна физика
Нуклеарна физика је грана физике која проучава појаве на реду величине на језгра атома. Нуклеарна физика проучава јаку нуклеарну силу и нуклеарне реакције, појаве радиоактивности, нуклеарну фисију и фузију. Нуклеарна физика као област представља основу на којој је изграђена физика елементарних честица. Енрико Ферми је формулисао теорију слабе интеракције 1932. Исте године откривен је неутрон, који је започео проучавање атомског језгра. Квантна механика откривена на атомском нивоу нашла је пуну примену у истраживању нове, нуклеарне силе, одговорне за везивање протона и неутрона у атомским језгрима. Упоредо са разумевањем нуклеарне спектроскопије и нуклеарних реакција откривено је нуклеарно цепање и фузија застрашујућим војним примењивањима, али такође је објашњено порекло звјезданих извора енергије у реакцијама фузије унутар звијезда.

## Историја
Радиоактивност је открио 1896. француски научник Анри Бекерел док је радио на фосфоросцентним материјалима. Ови материјали светле у мраку након излагања светлу, и он је мислио да би сјај произведен у катодним зрачним цевима (cathode ray tubes) од стране X-зрака могао некако бити повезан са фосфоросценцијом. Зато је покушао да увије фотографску плочицу (plate) у црну хартију и да стави разне фосфоросцентне минерале на њу. Сви резултати су били негативни док није испробао коришћење уранијумових соли. Резултат са овим једињењима је било дубоко црњење плочице.
Ипак, убрзо је постало јасно да црњење плочице нема никакве везе са фосфоросценцијом јер је она црнела када је минерал држан у мраку. Такође не-фосфоросцентне соли уранијума па и металски (metallic) уранијум су поцрњивали плочицу. Било је јасно да постоји нека нова врста зрачења која је могла да прође кроз папир која је узроковала црњење плочице (У многим књигама пише да је Бекерел случајно открио радиоактивност.)
Првобитно се чинило да је ово ново зрачење било слично недавно откривеним x-зрацима. Ипак каснија истраживања Бекерела, Пјера Кирија, Марије Кири, Ернеста Радерфорда и других су открила три различите врсте радиоактивности: алфа, бета и гама распад. Ови истраживачи су такође открили да многи други хемијски елементи имају радиоактивне изотопе.
Опасности радиоактивности нису одмах откривене. Акутно тровање радијацијом је брзо откривено, али је почетна претпоставка била да, као код ватре, ако се одмах не примети ефекат, нема опасности. Штавише није се знало да ће ако се унесу у тело, радиоактивни материјали наставити да зраче унутар тела, често проузрокујући канцер или друге озбиљне проблеме. Многи лекари и фирме су почели да рекламирају радиоактивне супстанце као средство лечења; један посебно збуњујућу пример је било лечење клистирањем радијумом. Марија Кири је пред смрт говорила против овакве врсте лечења, упозоравајући да ефекти радијације на људско тело још нису добро испитани.
За време Другог светског рата, се дошло на идеју да би се енергија коју радиоактивност ослобађа могла користити као оружје за масовно уништење. И силе осовине и савезничке снаге су започеле пројекте у циљу развоја оваквог оружја; Пројекат Менхетн у САД се на крају показао успешним. Две од прве три бомбе које су произведене су бачене на Јапан; тада је планирано да се производња убрза на око једну бомбу недељно, али се Јапан предао пре него што је још атомских бомби бачено.
За време Другог светског рата и у раном Хладном рату је настављен развој нуклеарне технологије, док се мало пажње обраћало на дугорочне опасности радијације и радиоактивне контаминације. Јачи отпад настао производњом уранијума је складиштен у велике танкове са роком трајности од само пар деценија, и није било планова за дугорочније складиштење док је мање јаком отпаду допуштено да процури у земљиште без темељних прорачуна о дугорочним последицама. Многа нуклеарна оружја су тестирана у атмосфери (то јест изнад површине Земље), што је ослободило довољно радиоактивног материјала да веома значајно подигне светски ниво позадинског зрачења. Коначно је споразум о ограниченим пробама прекинуо ове пробе у САД и Совјетском Савезу (мада су подземне пробе настављене у обе земље, а Француска и Кина су наставиле атмосферске пробе још дуго времена).
Затим су развијени нуклеарни реактори за коришћење у подморницама, бродовима и за комерцијалну употребу. Од 1960-их, противници нуклеарне енергије су тврдили да дугорочно излагање ниским нивоима зрачења може да доведе до озбиљних здравствених проблема, и да радиоактивна контаминација из животне околине може да пређе на људе доводећи до оваквих дугорочних излагања. Ове тврдње су остале контроверзне. Услед ових тврдњи јавна забринутост је драматично порасла, сигурносне мере су појачане, а коришћење радиоактивних материјала попут торијума у плинским мрежицама (gas mantles) је смањено.
Јавна забринутост је знатно порасла услед нуклеарних незгода и еколошких катастрофа, посебно након догађаја у нуклеарним електранама Острво три миље (Three Mile Island) и Чернобиљ.
Ова забринутост се у многим случајевима састоји из незналачког страха од свега што у свом имену садржи одредницу „нуклеарно“. На пример, нуклеарно магнетно резонантна спектроскопија (nuclear magnetic resonance imaging spectroscopy) (НМРИ), која нема никакве везе са радиоактивношћу је преименована у магнетну резонанцу (magnetic resonance imaging) (МРИ) да би се се угушио јавни страх.
Радиоактивни изотопи и даље имају многе значајне примене, укључујући праћење биолошких процеса у људском телу за потребе дијагностике, очување хране у теглама убијањем бактерија и одређивање старости геолошких налаза базирано на проценама о брзини распада изотопа. Од ових примена, па до употребе нуклеарне енергије, нуклеарна технологија је још увек у широкој употреби упркос јавној забринутости. Изградња нових реактора се наставља, посебно у Азији, као и развој нових типова реактора који користе нуклеарну фисију и нуклеарну фузију.

## Савремена нуклеарна физика
Тешко језгро може садржати стотине нуклеона. То значи да се са извесном апроксимацијом може третирати као класични систем, а не као квантно-механички. У резултујућем моделу капи течности, језгро има енергију која делимично произлази из површинског напона, а делимично из електричне одбојности протона. Модел капљица течности може је да репродукује многа својства језгара, укључујући општи тренд енергије везивања у односу на масени број, као и феномен нуклеарне фисије.
Међутим, на ову класичну слику се може гледати и са перспективе квантно-механичких ефеката, који се могу описати помоћу модела нуклеарне љуске, који су великим делом развили Марија Геперт-Мајер и Ј. Ханс Д. Јенсен. Нуклеуси са одређеним „магичним” бројем неутрона и протона су посебно стабилни, јер су њихове љуске испуњене.
Такође су предложени и други сложенији модели за језгро, као што је интерактивни бозонски модел, у којем парови неутрона и протона делују као бозони, аналогно Куперовим паровима електрона.
Ab initio методе покушавају да реше нуклеарни проблем многих тела из основа, почевши од нуклеона и њихових интеракција.
Многа тренутна истраживања у нуклеарној физици односе се на проучавање језгара у екстремним условима као што су велике спинске и ексцитационе енергије. Нуклеуси такође могу имати екстремне облике (сличне онима код рагби лопти или чак крушака) или екстремне односе неутрона и протона. Експерименталисти могу створити таква језгра користећи вештачки изазвану фузију или реакције преноса нуклеона, користећи јонске зраке из акцелератора. Зраци са још већим енергијама могу се користити за стварање језгара на врло високим температурама, а постоје знаци да су ови експерименти произвели фазни прелаз из нормалне нуклеарне материје у ново стање, кваркно-глуонску плазму, у којој се кваркови међусобно мешају, уместо да буду раздвојени у триплете као што су у неутронима и протонима.

### Нуклеарни распад
Осамдесет елемената има најмање један стабилан изотоп за који се никада не примећује да се распада, што укупно износи око 251 стабилна нуклида. Међутим, хиљаде изотопа су окарактерисане као нестабилне. Ови „радиоизотопи“ се распадају током временских скала у распону од делића секунде до трилиона година. Уцртана на графикон као функција атомских и неутронских бројева, енергија везивања нуклида формира оно што је познато долина стабилности. Стабилни нуклиди леже по дну ове енергетске долине, док све нестабилнији нуклиди леже уз зидове долине, односно имају слабију енергију везивања.
Најстабилнија језгра спадају у одређене опсеге или равнотеже састава неутрона и протона: премало или превише неутрона (у односу на број протона) ће довести до његовог распада. На пример, у бета распаду, атом азота-16 (7 протона, 9 неутрона) се претвара у атом кисеоника-16 (8 протона, 8 неутрона) у року од неколико секунди од стварања. У овом распаду неутрон у језгру азота се слабом интеракцијом претвара у протон, електрон и антинеутрино. Елемент се трансформише у други елемент, са другачијим бројем протона.
У алфа распаду, који се обично дешава у најтежим језгрима, радиоактивни елемент се распада емитујући језгро хелијума (2 протона и 2 неутрона), дајући још један елемент, плус хелијум-4. У многим случајевима овај процес се наставља кроз неколико корака ове врсте, укључујући и друге врсте распада (обично бета распада) све док се не формира стабилан елемент.
У гама распаду, језгро се распада из побуђеног стања у стање ниже енергије, емитујући гама зраке. Елемент се у процесу не мења у други елемент (није укључена нуклеарна трансмутација).
Могућа су и други егзотичнији распади. На пример, у распаду унутрашње конверзије, енергија из побуђеног језгра може да избаци један од унутрашњих орбиталних електрона из атома, у процесу који производи електроне велике брзине, али није бета распад и (за разлику од бета распада) не трансмутира један елемент ка другом.

## Примене
- Нуклеарна магнетна резонанција
- Месбауеров ефекат (Mössbauer effect)
- Нуклеарна медицина
- Нуклеарна енергија
- Нуклеарно оружје